# ストレジェフ公国
ストレジェフ公国（ロシア語: Стрежевское княжество、ベラルーシ語: Стрэжаўскае княства）は12世紀後半に存在していたルーシの分領公国である。公国名は首都のストレジェフに由来するが、その位置は不明である。
ストレジェフ公国は、1159年にポロツク公ログヴォロドがイジャスラヴリ公国を占拠した際に、イジャスラヴリ公フセヴォロドからイジャスラヴリを取り上げ、代わりにストレジェフを与えたことによって形成された。諸々の面から判断すると、フセヴォロドは死去する1162年までストレジェフ公国を領有していた。以降のストレジェフ公国について知りうる史料はない。

## ストレジェフ公
- フセヴォロド・グレボヴィチ(be)：ミンスク公グレプの子。在位：1159年 - 1162年。